# Enzo Crivelli
Enzo Crivelli (* 6. Februar 1995 in Rouen, Frankreich) ist ein französischer Fußballspieler.

## Karriere

### Verein
Enzo Crivelli gab sein Debüt in der Ligue 1 für Girondins Bordeaux am 26. Januar 2014 im Spiel gegen AS Saint-Étienne (2:0). 2016 wurde er für ein Jahr an SC Bastia ausgeliehen. Anschließend wurde er für vier Millionen Euro an SCO Angers verkauft. Hier spielte Crivelli ein halbes Jahr und wurde zunächst für ein halbes Jahr an SM Caen ausgeliehen, der ihn anschließend fest verpflichtete.
Anfang August 2019 wurde er vom türkischen Vizemeister Istanbul Başakşehir FK verpflichtet. Dort verbrachte er zwei Spielzeiten. Zur Saison 2021/22 wurde er für ein halbes Jahr an Antalyaspor ausgeliehen, nach Ablauf der Leihe folgte eine weitere mit selbiger Laufzeit an die AS Saint-Étienne.
Im Sommer 2022 wechselte er zum Schweizer Erstligisten Servette FC, wo sein früherer Weggefährte aus Başakşehir Zeiten Gael Clichy bereits spielte. In drei Jahren schoss Crivelli 27 Tore in 100 Spielen.

### Nationalmannschaft
Crivelli spielte für die französische U-20- und U-21-Nationalmannschaft.